# Museo di arte multimediale
Il Museo di arte multimediale (in russo Мультимедиа Арт Музей?, anche detto "Mamm") è un complesso museale statale russo dedicato alla presentazione e lo sviluppo dell'arte contemporanea connessa alle nuove tecnologie multimediali ed in particolare all'arte della fotografia.
È situato in via Ostoženka, al numero 16, nel centro di Mosca. La sua direttrice è Olga Sviblova.
Ristrutturato nello stile moderno minimalista, il Mamm è stato inaugurato nell'ottobre 2010. Il complesso museale si sviluppa su una superficie di 9.000 metri quadri articolati in tre sezioni: la Casa della fotografia (fondata nel 1996) con oltre 80.000 copie fotografiche, il Museo di arte multimediale che comprende video-installazioni e opere create con le tecnologie multimediali più avanzate e la Scuola di fotografia e multimedia di Aleksandr Michajlovič Rodčenko, aperta nel 2006.